# یواس‌آرسی دالاس (۱۸۷۴)
یواس‌آرسی دالاس (۱۸۷۴) (به انگلیسی: USRC Dallas (1874)) یک کشتی بود که طول آن ۱۴۰ فوت ۰ اینچ (۴۲٫۶۷ متر) بود.